# Doctrine Weinberger
 (juillet 2018).
Si vous disposez d'ouvrages ou d'articles de référence ou si vous connaissez des sites web de qualité traitant du thème abordé ici, merci de compléter l'article en donnant les références utiles à sa vérifiabilité et en les liant à la section « Notes et références ».
Pour les articles homonymes, voir Weinberger.
La doctrine Weinberger, du nom du secrétaire à la Défense du Président américain Ronald Reagan, Caspar Weinberger, est une doctrine politique définissant les conditions d'engagement des forces armées américaines à l'étranger. Elle fait suite au double débat sur les causes de la défaite américaine au Viêt Nam et sur un hypothétique engagement américain au Liban. Cette doctrine fut rebaptisée dix ans plus tard « doctrine Powell », du nom de son concepteur véritable1.
Le 28 novembre 1984, Caspar Weinberger propose au Congrès américain six critères déterminant les conditions dans lesquelles l'utilisation de la force armée américaine est justifiée : 
1. les États-Unis ne doivent pas engager de forces combattantes à moins que leur intérêt national vital ou celui de leurs alliés ne soient en jeu ;
2. les troupes américaines doivent être engagées sans réserve et avec l'intention claire de vaincre, ou alors ne pas être engagées du tout ;
3. les troupes américaines ne doivent être engagées qu'avec des objectifs politiques et militaires clairement définis et avec la capacité d'atteindre ces objectifs ;
4. la relation entre les objectifs et la taille et la composition des forces allouées doit être continuellement réévaluée et justifiée si nécessaire ;
5. les troupes américaines ne doivent pas être engagées dans un combat sans une assurance raisonnable qu'elles recevront le soutien du Congrès et de l'opinion publique ;
6. l'engagement de troupes américaines ne doit être envisagé qu'en dernier ressort.